# Esgos (ort)
Esgos är en ort i Spanien.   Den ligger i provinsen Provincia de Ourense och regionen Galicien, i den nordvästra delen av landet, 400 km nordväst om huvudstaden Madrid. Esgos ligger 581 meter över havet och antalet invånare är 1 294.
Terrängen runt Esgos är huvudsakligen kuperad, men åt sydost är den platt. Runt Esgos är det ganska glesbefolkat, med 30 invånare per kvadratkilometer. Närmaste större samhälle är Ourense, 13,8 km väster om Esgos. Omgivningarna runt Esgos är en mosaik av jordbruksmark och naturlig växtlighet.